# Савчо Савчев
Савчо Савчев е български журналист на свободна практика и писател от цигански произход.
Той посвещава голяма част от живота си на съставяне на преводи на емблематични произведения от българската и световна литература на ромски език. В този процес той съставя и два ключови за ромския език речници: „Ромско - Българско - Английски“ и „Българско - Ромски“. Според някои литературни дейци Савчо Савчев е културен будител сред ромите.

## Биография
Завършва българска филология в Софийски университет „Св. Климент Охридски“. Преди промените през 1989 г. завежда отдел „Култура“ във вестник „Учителско дело". След 10 ноември 1989 година завежда отдел „Култура“ на вестник „Подкрепа“, а след това е главен редактор на Издателска къща „Подкрепа“. От 1999 г. издава двумесечното списание за култура и публицистика Andral (в превод „Отвътре“), което се списва на български и ромски език.. Основава Фондация "Андрал" през 2000 г, която развива хуманитарна и културна дейност по ромските въпроси и спомага издаването на списанието. През август 2009 г. в самостоятелно издание излиза преводът на „Бхагавад гита“, а в края на септември – брой 55 на списанието.
Към своя „Ромско-Българско-Английски речник“ той пише следното:
| „ | Настоящият речник съдържа над 7000 думи и над 7200 израза от един индоевропейски език, оказал се, по волята на съдбата, неизследван и непознат само до преди малко повече от стотина години – ромският език. Той е съхранил отделни ценности на една от най-богатите световни цивилизации – Древноиндийската. Ромският език напълно е запазил своето фонетично, морфологично и синтактично богатство, цялата своя стройна граматическа система, въпреки неимоверните перипетии на последните хиляда години. | “ |

Савчо Савчев умира на 19 декември 2017 г. в София.

## Творчество
Савчо Савчев прави първите преводи на следните творби на Сливенски диалект на ромски език:
- „Ад“ на Данте Алигиери
- „Бхагавад гита“
- части от други книги на „Махабхарата“, непреведени и неизлизали в България (напр. „Книга за Вирата“, „Битката на боздуганите“ и др
- Древна египетска поезия
- поезия на Федерико Гарсия Лорка
- поезия на Франческо Петрарка
- стихове на Христо Ботев

Отделно превежда творби на Пушкин, Елиас Канети, Емилиян Станев, Пейо Яворов, Димчо Дебелянов, Елин Пелин и други автори. Също така редактира ромския превод, съставен от Панайот Апостолов (Женкен Поню), на "Старопланински легенди" на Йордан Йовков.
Автор на книгите:
- „Пространства на идеите“ – литературна критика
- „Страданията на младия Х“ – роман в писма
- „Мръсно време“ - повест
- „Ромско-българско-английски речник“[5]
- „Българско-ромски речник“
- „Зарзалки или приписки в несвяст“ - книга с фрагменти, издадена през 2011 г.[6][7]
- „Av shamisti = Привечер“ [8]
- „Когато бях млад“ [9]